# Mafia (île)
Pour les articles homonymes, voir Mafia (homonymie).
Mafia, en swahili Kisiwa cha Mafia, est une île de Tanzanie située dans l'océan Indien à 135 km au sud-sud-est de l'île d'Unguja (archipel de Zanzibar). Mafia fait partie de la région de Pwani dont elle constitue l'un des six districts.

## Géographie

Carte de la côte tanzanienne avec l'archipel de Zanzibar au nord et l'île de Mafia au sud.

L'île de Mafia est une île tanzanienne située dans l'océan Indien, en face du delta du Rufiji. Située au sud du ras Buyuni, Mafia ne  s'étend pas dans la même baie que celle abritant l'archipel de Zanzibar, et n'a pas de lien géographique avec ce dernier. Il s'agit d'une île continentale entourée d'un petit archipel. L'île principale mesure 394 km2 de superficie et compte environ 40 000 habitants mais le district de Mafia atteint 424 km2. Les autres îles et îlots se situent non loin des côtes de Mafia et certains sont habités comme Chole qui compte 1 500 habitants. Au total, la population de l'île de Mafia et des petites îles environnantes atteint 40 801 habitants au recensement de 2002.
Mafia est une île de forme allongée orientée sud-ouest—nord-est. Sa côte est, orientée vers le large, est relativement rectiligne tandis que la côte ouest, orientée vers le canal de Mafia qui sépare Mafia du continent, est plus découpée. Ce littoral présente des péninsules (Ras Mbisi, Ras Kisimani), des baies, des îles (Mbarakuni, Sungi-Mbili, Bwejuu) et des ports naturels. Il  abrite la majorité de la population. Le cap le plus septentrional de Mafia est le ras Mkumbi.
Au sud-est de l'île, entre les îles de Mafia et de Juani, se trouve la baie de Chole, un port naturel communiquant avec le large par la passe de Kinasi et tirant son nom de la petite île de Chole qui s'y trouve. Le sud et l'ouest des côtes de l'île de Mafia sont occupées par des récifs coralliens et des bancs de sable propices à la plongée sous-marine.
Le sud de la côte est, la côte sud, la baie de Chole et les îles, îlots et récifs du sud de l'île de Mafia constitue un parc marin créé en 1995 et couvrant 822 km2. Cette zone protégée englobe des écosystèmes tropicaux variés comme des mangroves, savanes, récifs coralliens, forêts côtières, lagons et zones de marnage.

## Histoire
L'île de Mafia n'a jamais été administrée par les différentes entités qui se sont succédé sur les îles de l'archipel de Zanzibar comme le sultanat, le protectorat et l'État indépendant.
À partir du VIIIe siècle, Mafia constitue une étape pour les navires perses et une ville construite sur l'île de Chole sert de point de départ pour l'exploration du continent africain, l'exploitation de ressources (argent du Zimbabwe) et leur exportation. L'île est alors soumise peu à peu aux influences arabes, perses et swahilies. Le nom Mafia viendrait d'ailleurs de l'arabe morfiyeh qui signifie groupe ou archipel ou du kiswahili mahali pa afya signifiant endroit sain.

En 1751, la région est encore peu connue des Européens, et l'Encyclopédie de Diderot et d'Alembert la définit ainsi : 

« MONFIA : (Géog.) île d’Afrique sur la côte de Zanguebar. Elle produit du riz, du miel, des oranges, des citrons, des cannes de sucre, & ne contient cependant que quelques villages. »

Au milieu des années 1820, la ville de Kua située sur l'île de Juani est attaquée par des Sakalava de Madagascar débarquant de 80 canots. Ce peuple, aucunement anthropophage mais pratiquant l'esclavage, aurait selon la légende mangé une partie de la population et réduit les autres en esclavage.
Un traité signé en 1890, stipulant l'achat de Mafia et d'une partie de la côte sur le continent pour quatre millions de marks au sultan Sayyid Ali bin Said al-Said de Mascate et Oman, permet à l'Allemagne de prendre possession de l'île qu'elle intègre à son protectorat de l'Afrique orientale allemande tandis que l'archipel de Zanzibar, situé plus au nord, constitue un sultanat sous influence britannique. Mais en janvier 1915, les Britanniques envahissent et occupent l'île dans le cadre de leur conquête du protectorat allemand. En 1919, ces derniers érigent une partie de l'ancienne possession allemande en protectorat sous le nom de Tanganyika et dont Mafia fait depuis partie. Le 6 décembre 1961, le Tanganyika devient indépendant et fusionne avec le Zanzibar le 26 avril 1964 pour former la Tanzanie actuelle.

## Économie

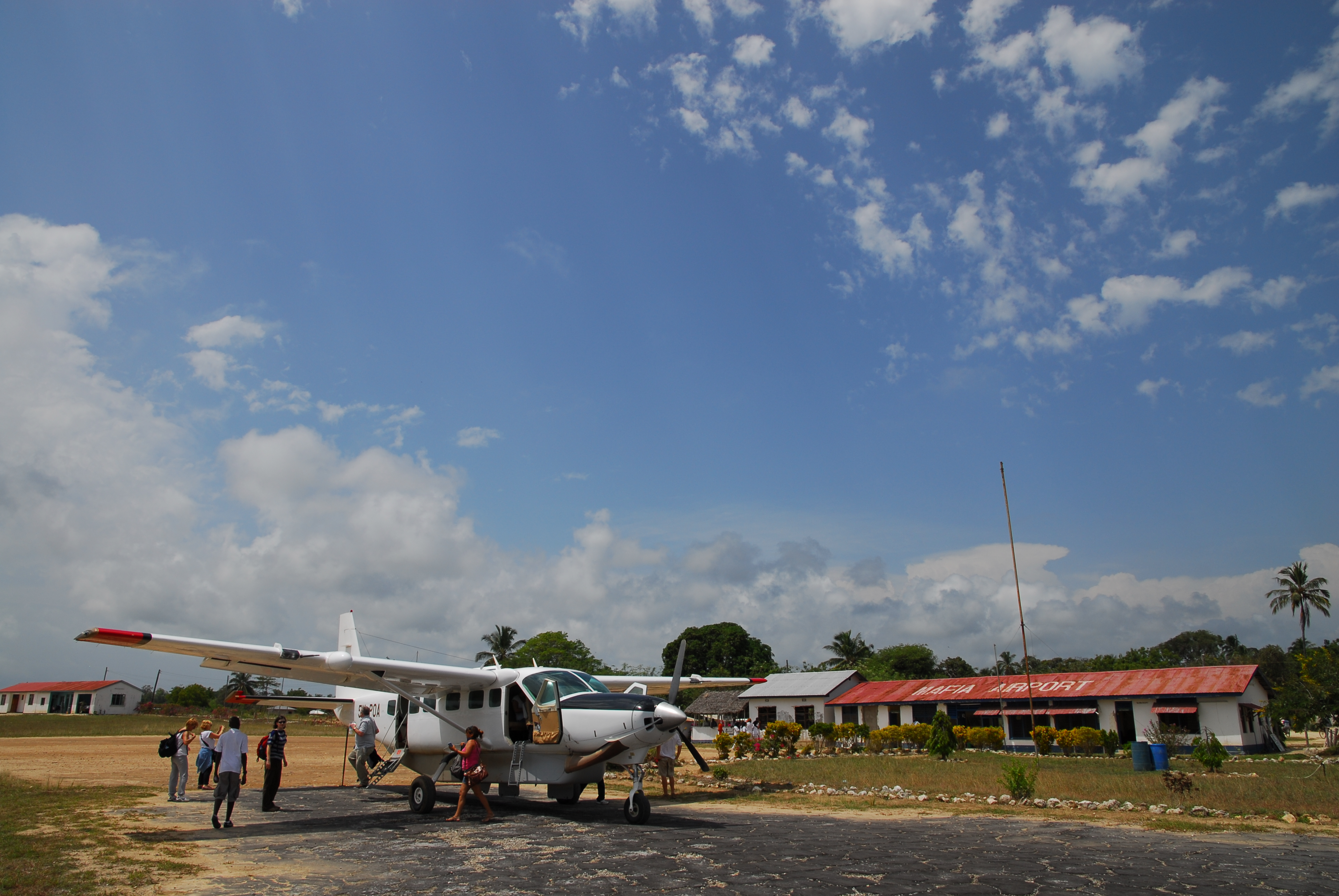
L'aérodrome de l'île Mafia à Kilindoni.

La majorité des habitants sont des pêcheurs, d'autres sont des agriculteurs.
L'île constitue aussi un site de plongée sous-marine.
Il existe un aérodrome à Kilindoni (en), sur la côte ouest de l'île. 7° 54′ 41″ S, 39° 39′ 55″ E

## Population
Selon le recensement officiel de 2002, la population totale du district de Mafia (l'île de Mafia et les petites îles environnantes) est de 40 801 habitants, principalement des pêcheurs et quelques agriculteurs. L'île de Chole compte 800 habitants et quelques autres petites îles sont aussi habitées ce qui portent à environ 40 000 habitants la population de l'île de Mafia en elle-même.
La ville côtière de Kilindoni est la plus grande ville de Mafia.
L'île est découpée en sept divisions administratives (wards).

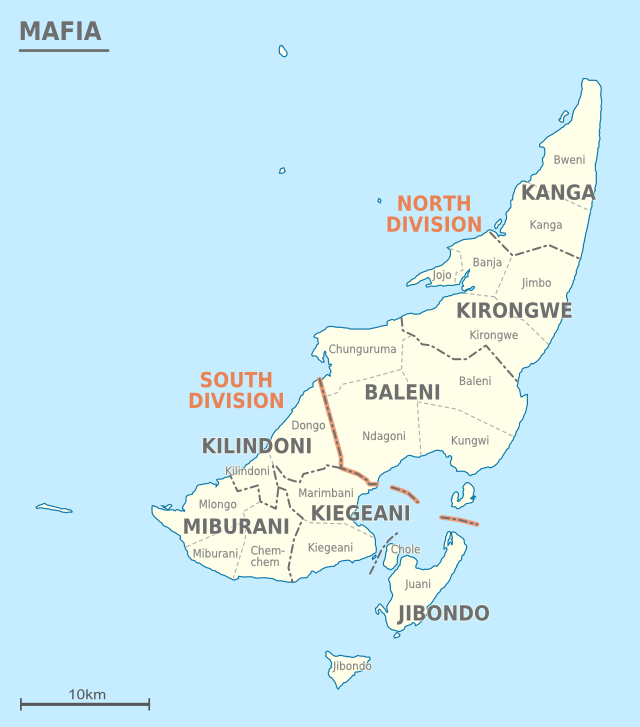
Carte administrative.

| Ward         | Superficie km² | Population 2002 | Villages                            |
| ------------ | -------------- | --------------- | ----------------------------------- |
| Baleni       | 132,1          | 9137            | Baleni, Kungwi, Ndagoni, Chunguruma |
| Jibondo      | 21,9           | 3405            | Jibondo, Chole, Juani               |
| Kanga        | 52,7           | 3317            | Kanga, Bweni                        |
| Kilindoni    | 36,8           | 11696           | Kilindoni, Dongo                    |
| Kirongwe     | 77,0           | 5260            | Kirongwe, Jimbo, Banja, Jojo        |
| Kiegeani     | 40,3           | 3379            | Kiegani, Marimbani                  |
| Mibulani     | 52,3           | 4363            | Miburani, Mlongo, Chemchem          |
| Mafia Island | 413            | 40801           | 20 villages                         |

## Écologie
En 2023, l'Unesco désigne l'île sous l'appellation Rufiji-Mafia-Kibiti-Kilwa au titre de réserve de biosphère.